# Giovanni Maria Nanino
Giovanni Maria Nanino (1544 Tivoli nebo Vallerano – 11. března 1607 Řím) byl italský hudební skladatel. Na konci šestnáctého století byl předním představitelem římské školy. Byl starším bratrem skladatele Giovanniho Bernardina Nanina.

## Život
Místo narození skladatele není jisté. Narodil se buď ve Valleranu (provincie Viterbo na severu Lazia), nebo v Tivoli (provincie Řím). O jeho narození se nezachovaly žádné záznamy. Mohly být zničeny při požáru v archivu v Ronciglione.
Prvním učitelem obou bratrů Naninových byl Paolo Agostini.V roce 1562 byl Giovani ve službách kardinála Ippolita II. d'Este. Poté působil jako sbormistr Cappella Giulia v bazilice svatého Petra (1566–1568). V letech 1571–1575 byl dirigentem v bazilice Santa Maria Maggiore a dále v kostele San Luigi dei Francesi (1575–1577) v Římě. Dne 27. října 1577 byl přijat jako tenor do Collegio dei Cantori Pontifici (Sbor Sixtinské kaple), kde působil po dobu nejméně tří let (1598, 1604 a 1605) jako magister capellae. Jako kantor papežské kaple je zobrazen na obraze Francesca Trevisaniho, přezdívaného Romano.
Věnoval se i pedagogické činnosti. Jeho žáky byli přední skladatelé římské polyfonní školy: Francesco Soriano, Gregorio Allegri, Felice Anerio, Ruggiero Giovannelli a další.
Zemřel v Římě 11. března 1607 a byl pohřben v kostele San Luigi dei Francesi, v hrobce před kaplí sv. Matteo.

## Dílo
Ačkoli Nanino nebyl nijak zvlášť plodným skladatelem, byl nesmírně populární a měl značný vliv na hudbu své doby. Jeho díla byla velmi často zařazována do tištěných sborníků. Mezi lety 1555 a 1620 tak překonával dokonce i Marenzia a Palestrinu. V moderních reedicich vyšlo:
- Il Primo Libro delle Canzonette a tre voci, Benátky 1593 (Reprint: Řím 1941);
- Fourteen Liturgical Works, Madison, Wisc. 1969 (Recent Researches in the Music of the Renaissance, 5);
- I musici di Roma e il madrigale. »Dolci affetti« (1582) e »Le gioie« (1589), Lucca 1993
- Il Primo Libro dei Madrigali, Řím 2011;
- The Complete Madrigals, Middleton 2012.